# Loglan
Loglan，一種人工語言，被創造出來的主要目的，是用以驗證薩丕爾-沃夫假說。1955年由詹姆士·庫克·布朗設計，他希望能夠創造出一個與自然語言截然不同的語言。如果薩丕爾-沃夫假說是正確的，學習這種語言的人，將能夠以不同的方式來進行思考。在1960年，這種語言首次被發表在《科學美國人》上。Loglan啟發了其他的邏輯語言，如Lojban、Ceqli等。

## 參閲
- Cecil(Cecil (programming language))

## 外部連結
- The Loglan Institute homepage （页面存档备份，存于）
- The Lord's Prayer （页面存档备份，存于）, sample text in Loglan